# Parc de Rosenstein
Pour les articles homonymes, voir Rosenstein.
Le parc de Rosenstein (Rosensteinpark) est le jardin anglais le plus étendu de l'Allemagne du sud-ouest. Il se trouve à Bad-Cannstatt, quartier résidentiel de Stuttgart.

## Historique
Le parc a été aménagé sur ordre du roi Guillaume de Wurtemberg, entre 1824 et 1840, selon les plans du jardinier de la cour, Johann Bosch. Il est situé à l'emplacement de l'ancien Kahlenstein que le roi a acheté, ainsi que les parcelles alentour, en 1817-1818.
Le château de Rosenstein (de), qui se trouve au milieu du parc, a quant à lui été construit entre 1822 et 1830. Il comprend aussi le jardin botanique et zoologique Wilhelma, Le musée de la porte au Lion (de). La porte au lion (Löwentor) a été construite par Giovanni Salucci (de) et sert d'entrée à la partie supérieure du parc. Un petit chemin de fer traverse le parc par le tunnel de Rosenstein (de).
Le parc appartient aujourd'hui à l'État de Bade-Wurtemberg en tant que lieu protégé.